# Fengyang
Fengyang (chiń. upr. 凤阳县; chiń. trad. 鳳陽縣; pinyin Fèngyáng Xiàn) – powiat w północno-zachodniej części prefektury miejskiej Chuzhou w prowincji Anhui w Chińskiej Republice Ludowej. Liczba mieszkańców powiatu, w 2010 roku, wynosiła 644 895.